# BMW GS

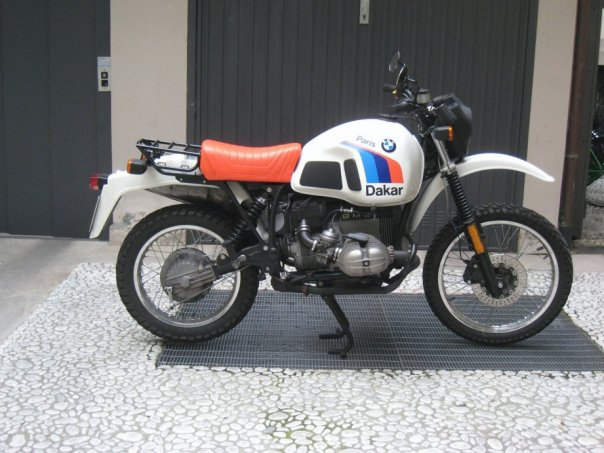
BMW R 80 G/S

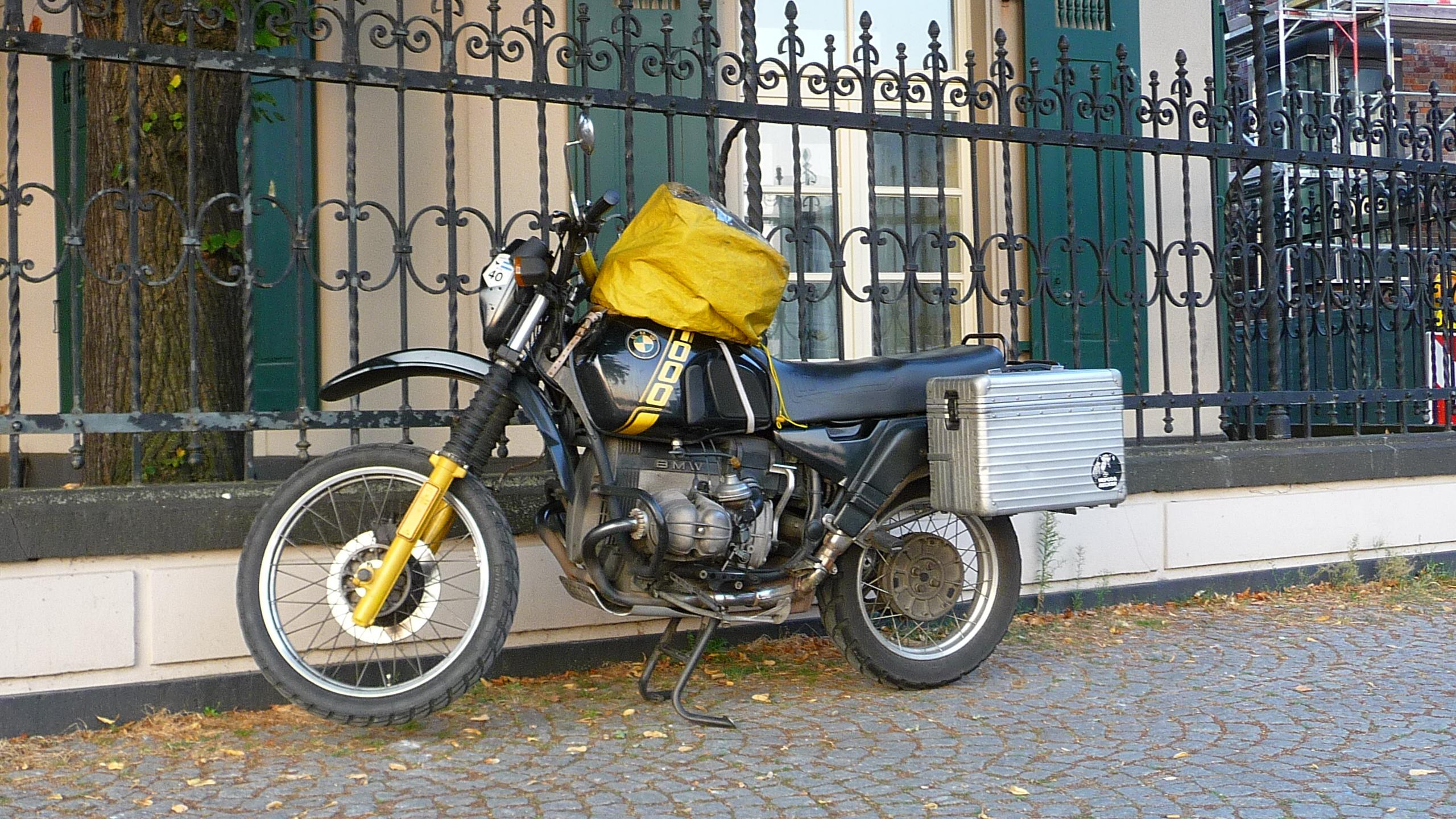
BMW R 100 GS (Baujahr 1988)

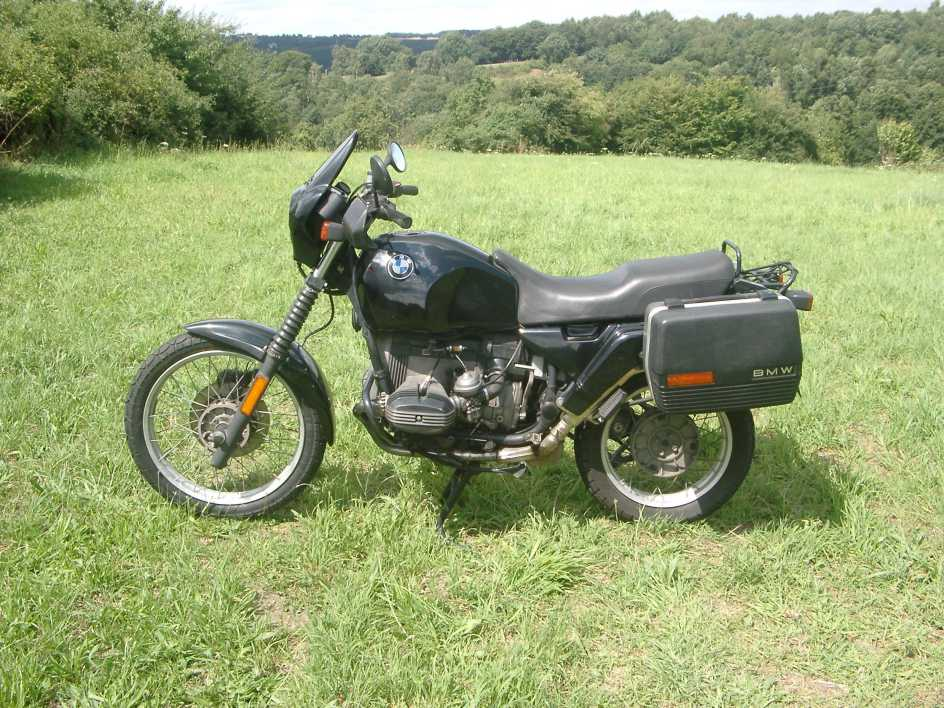
BMW R 80 GS (Baujahr 1989)

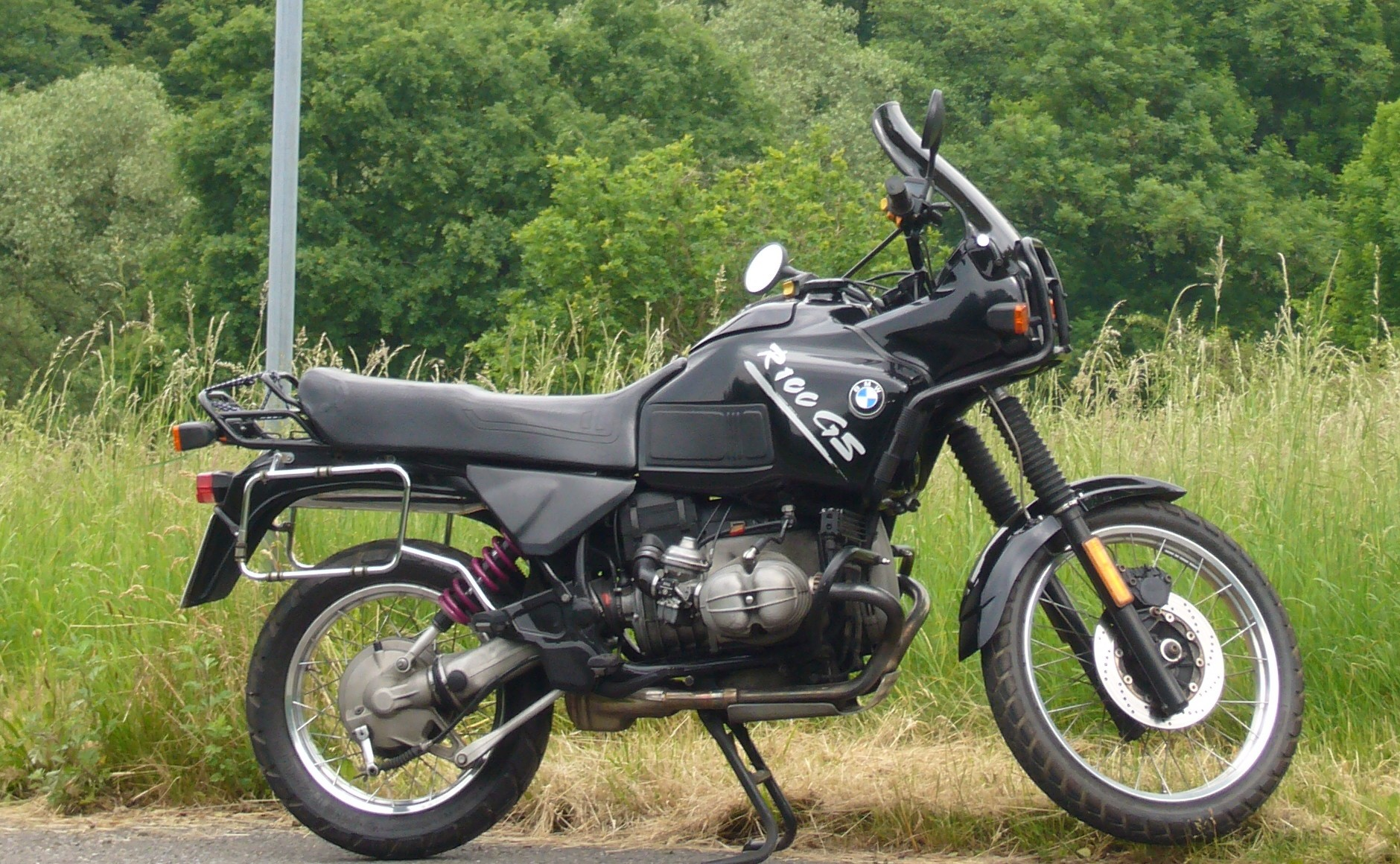
BMW R 100 GS PD

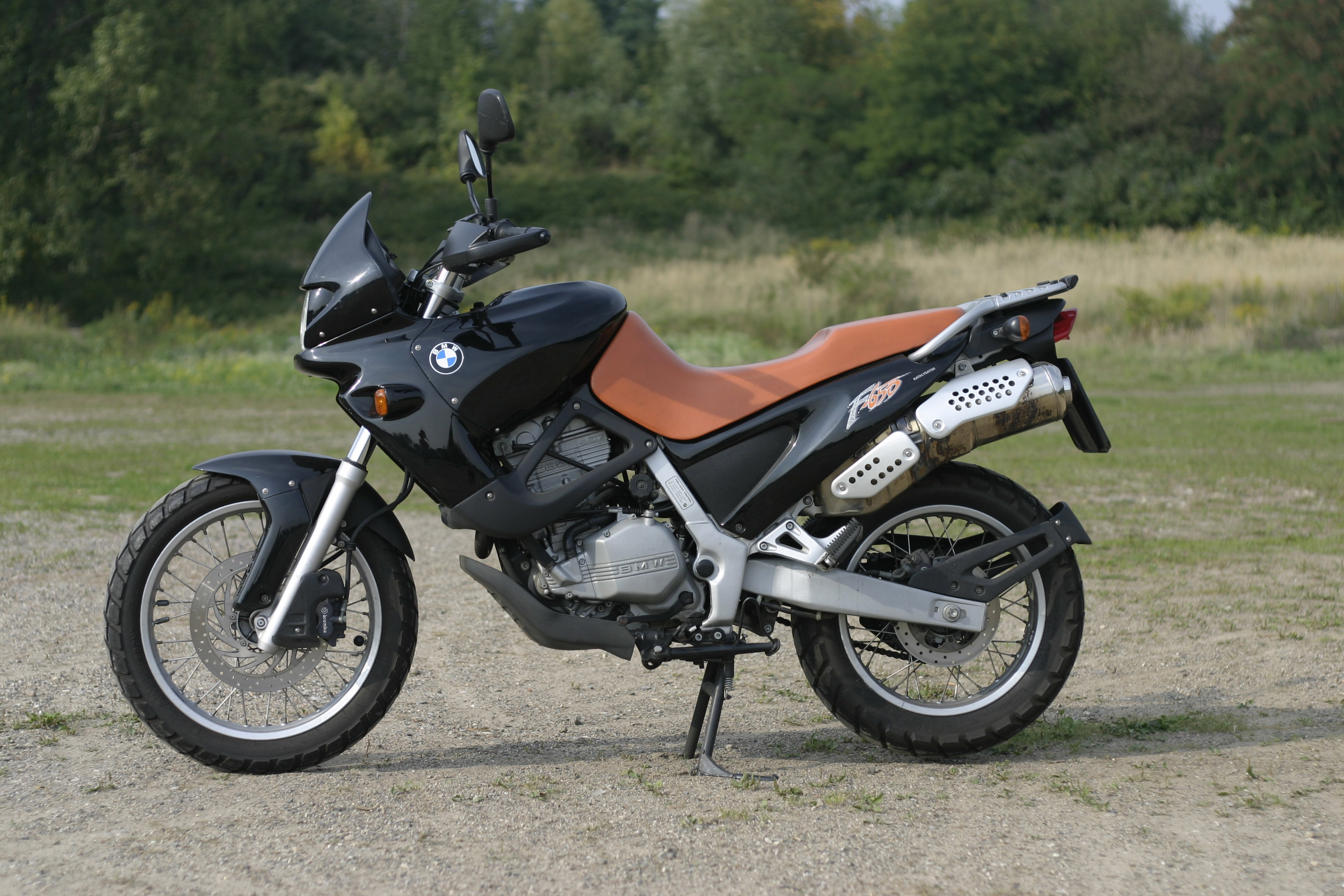
BMW F 650

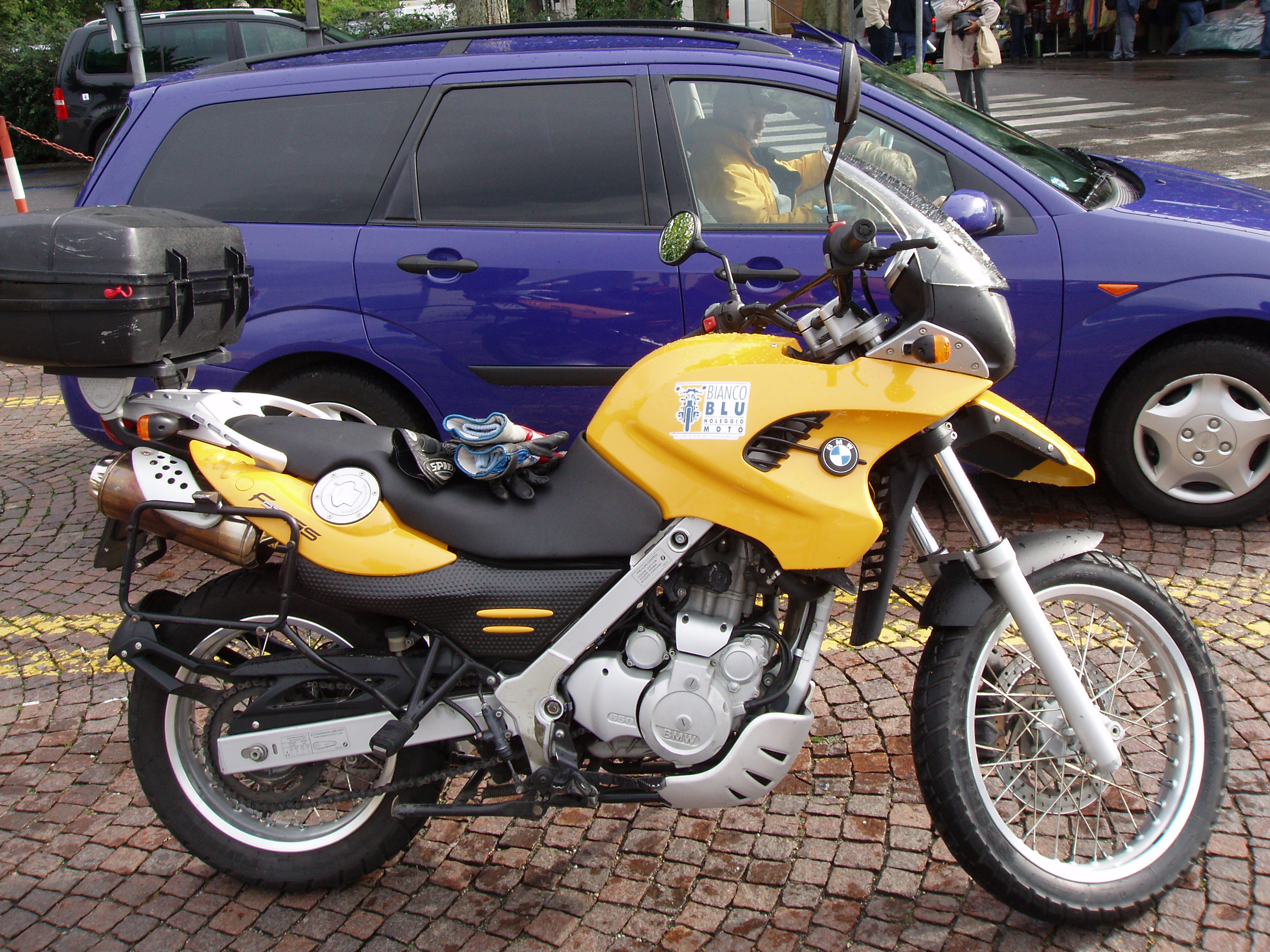
BMW F 650 GS

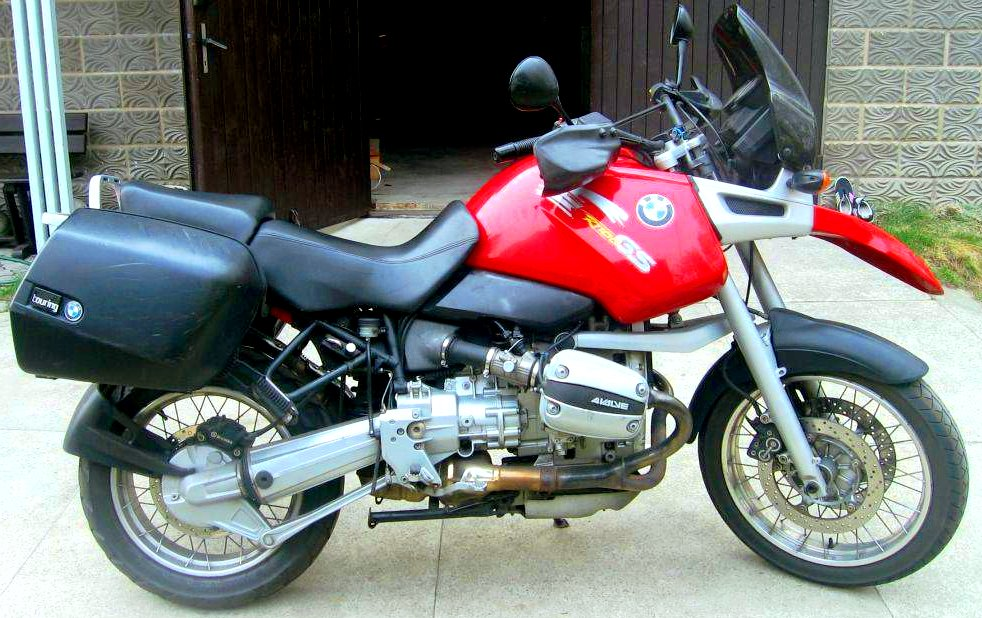
BMW R 1100 GS

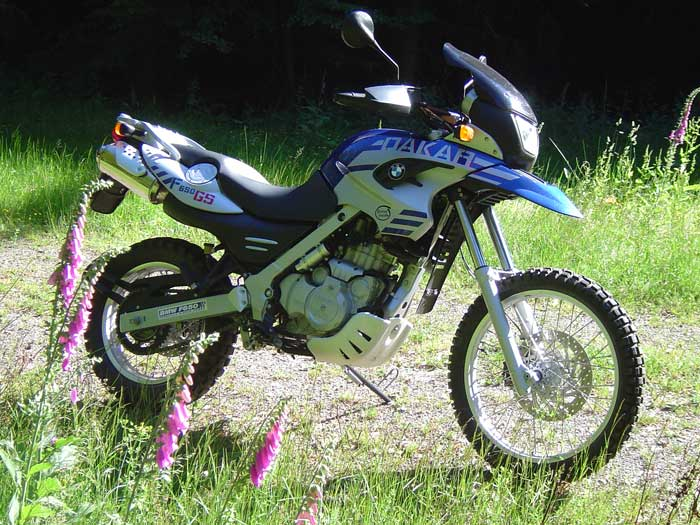
BMW F 650 GS Dakar

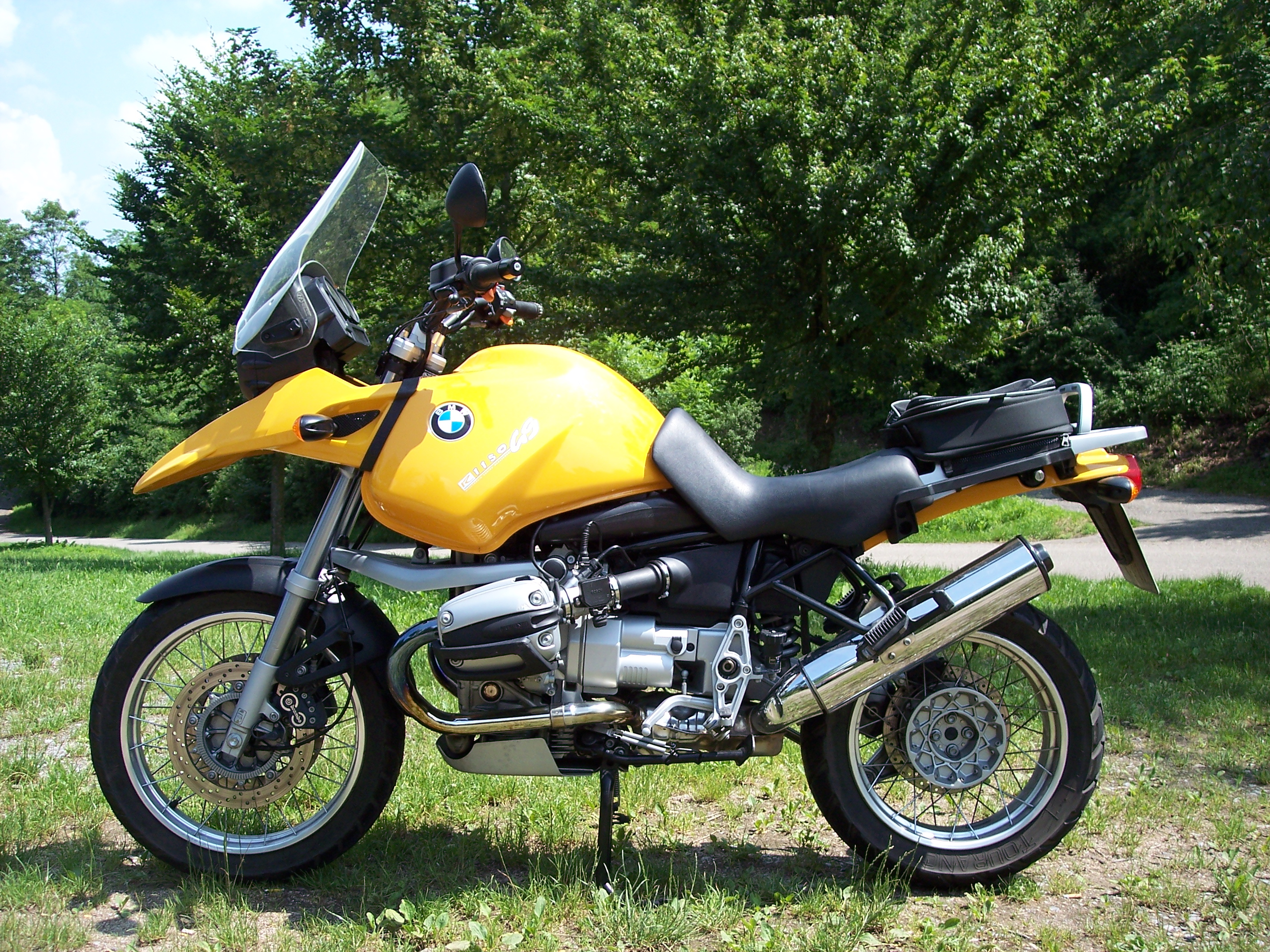
BMW R 1150 GS

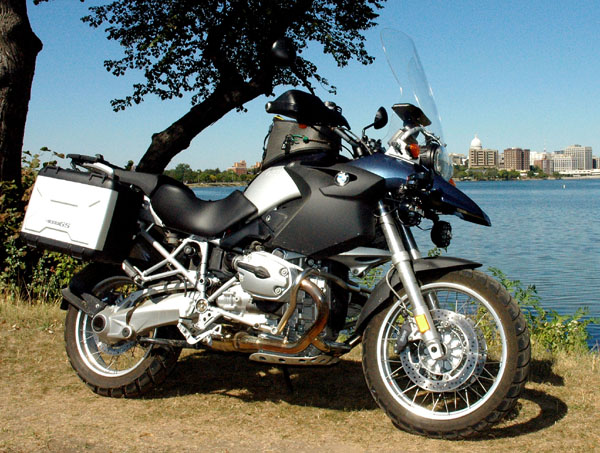
BMW R 1200 GS (K25)

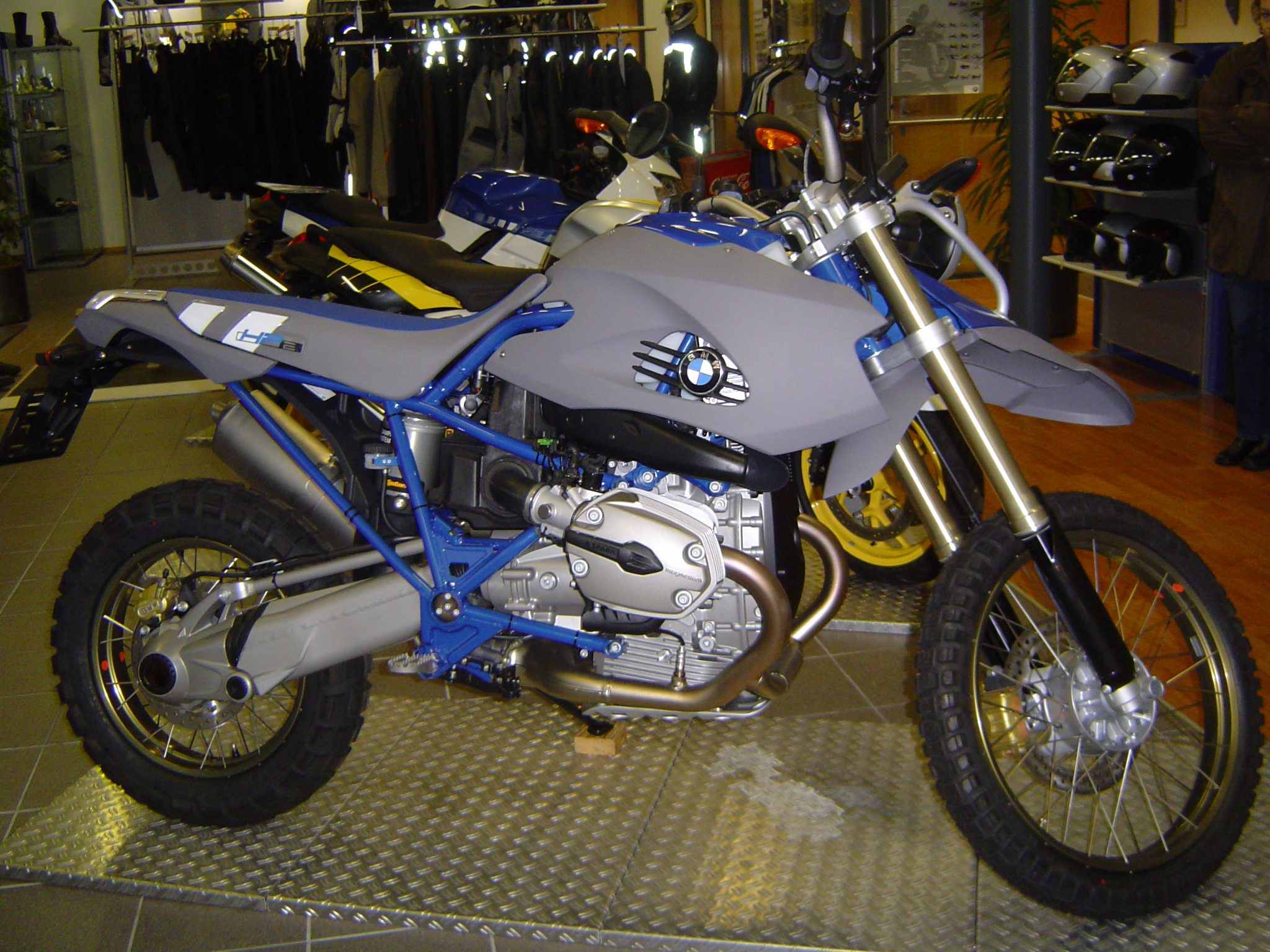
BMW HP2 Enduro

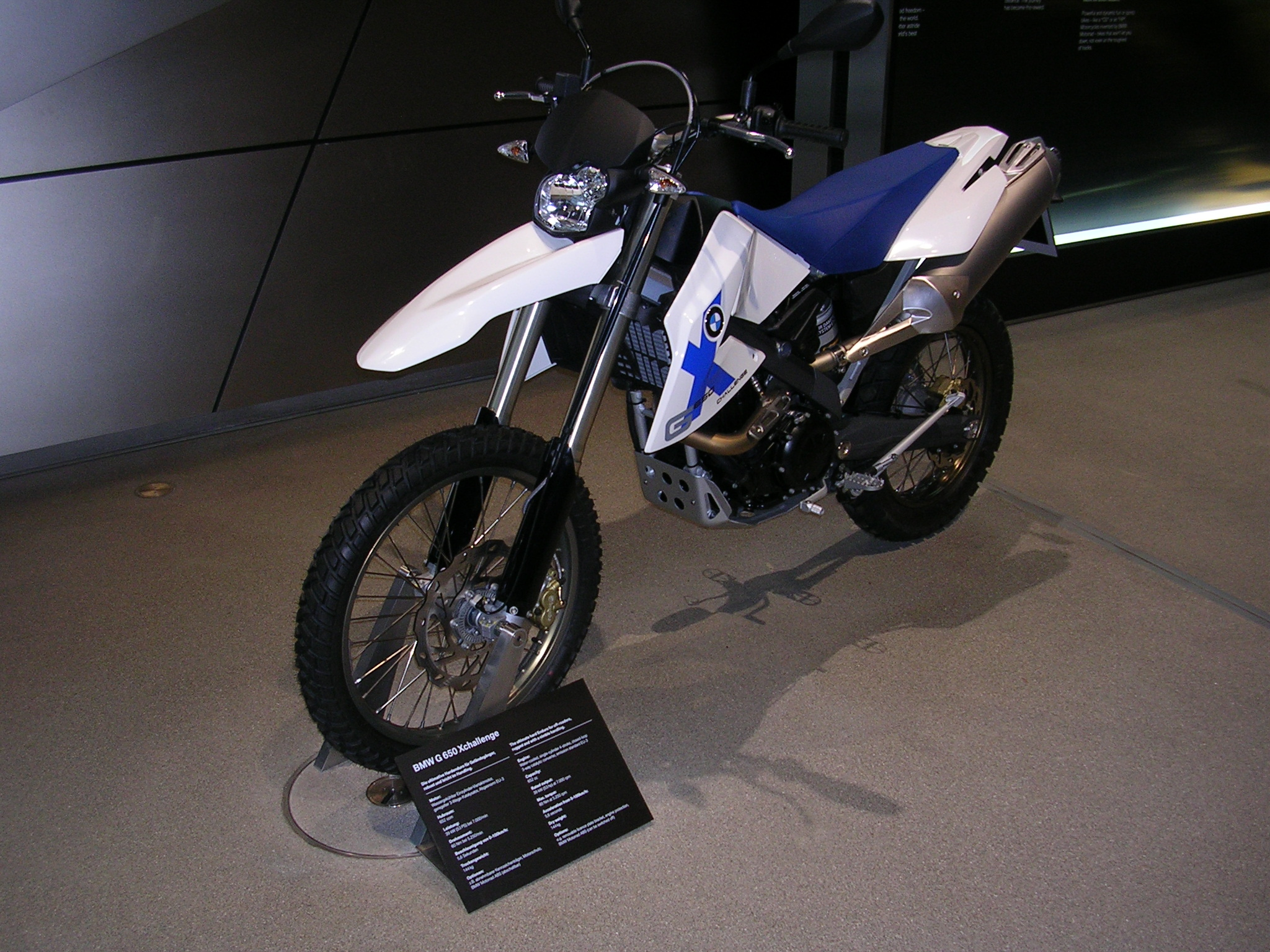
G 650 X Challenge

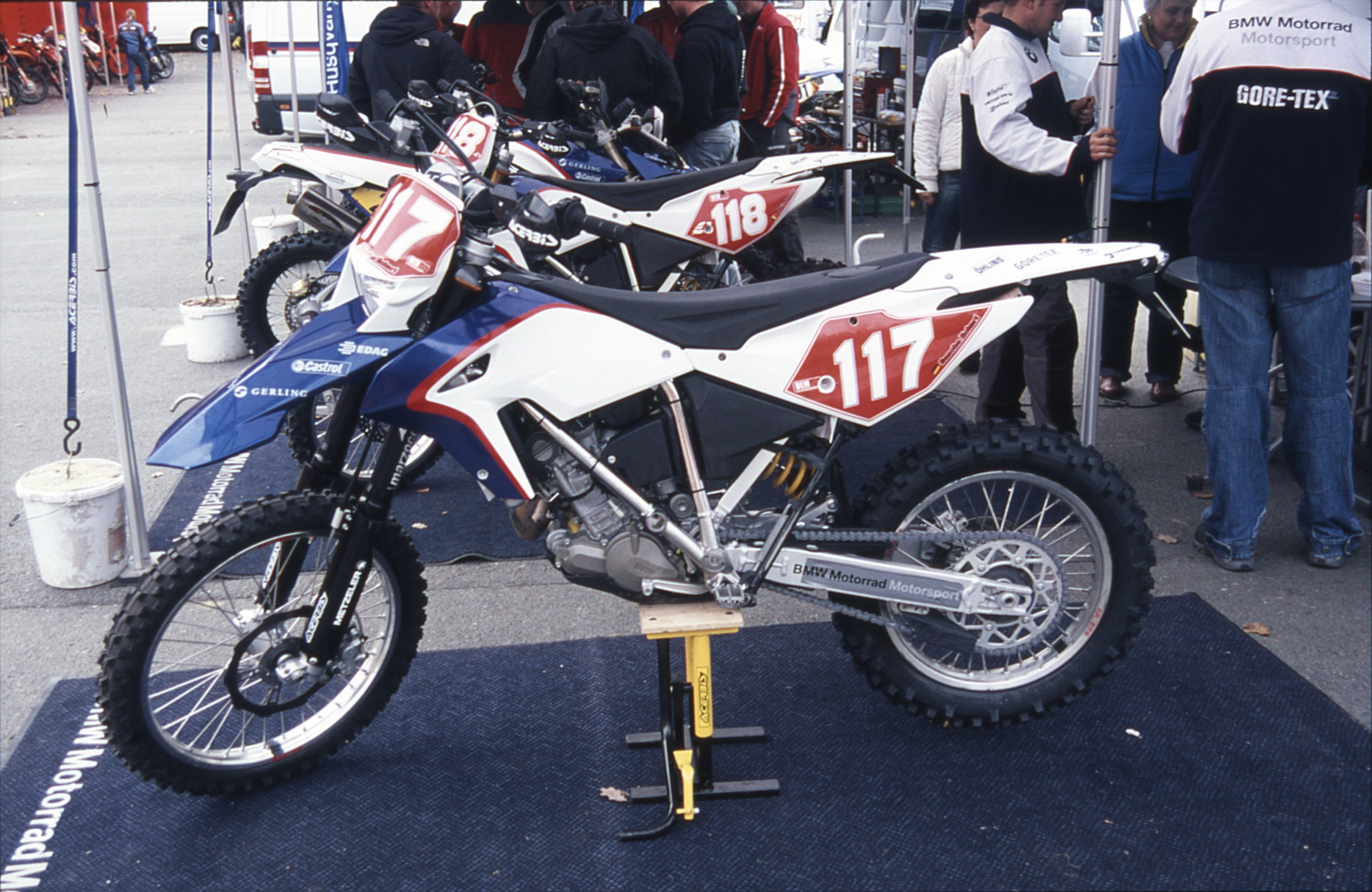
BMW G 450 X

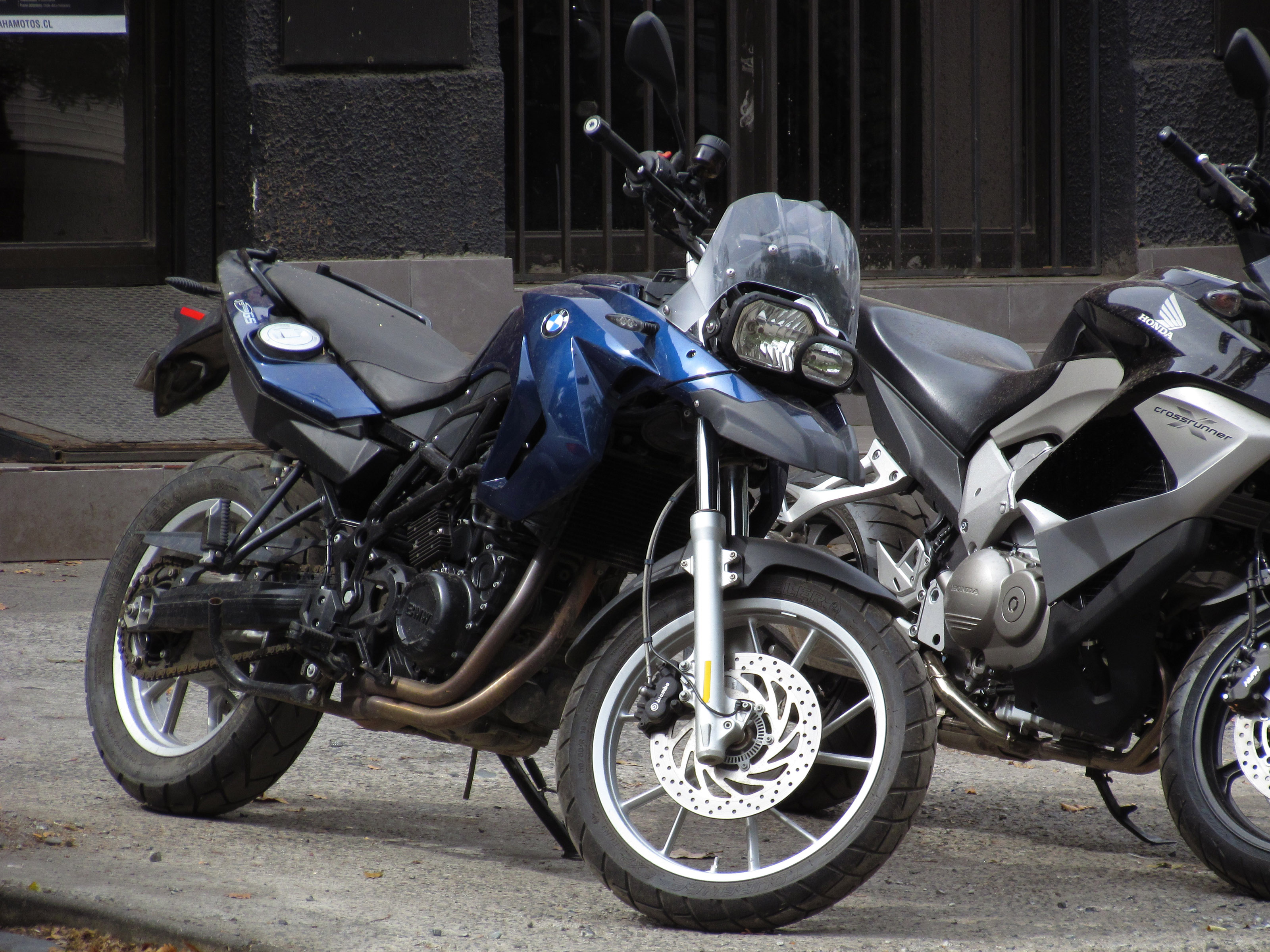
BMW F 700 GS

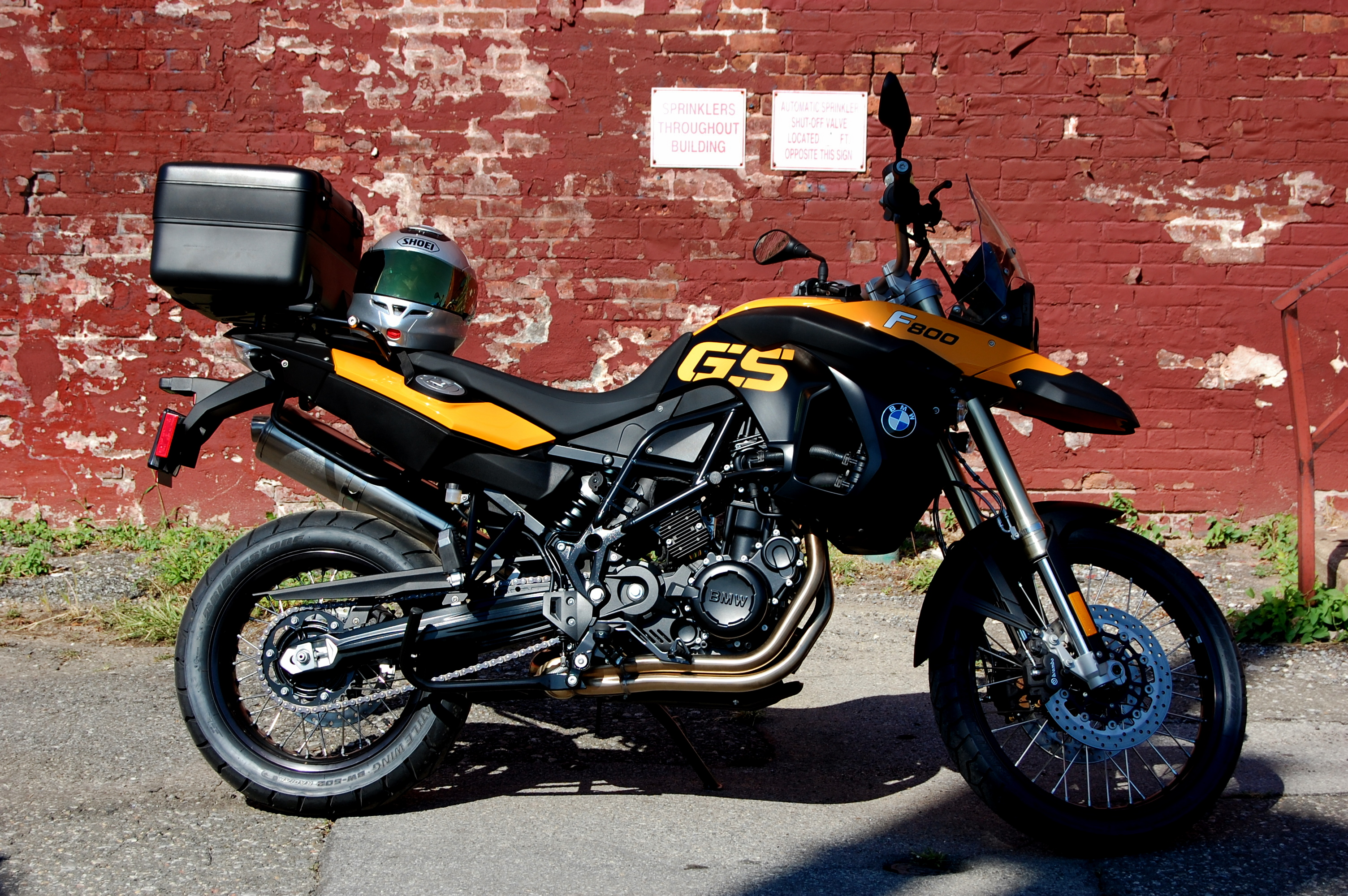
BMW F 800 GS

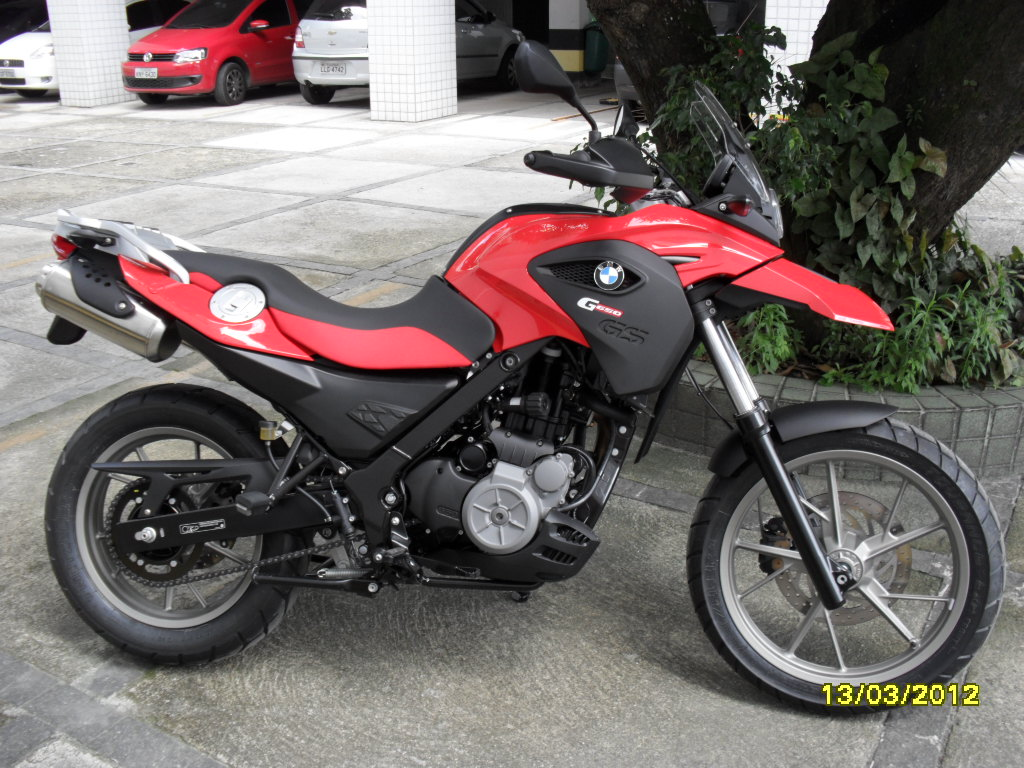
BMW G 650 GS

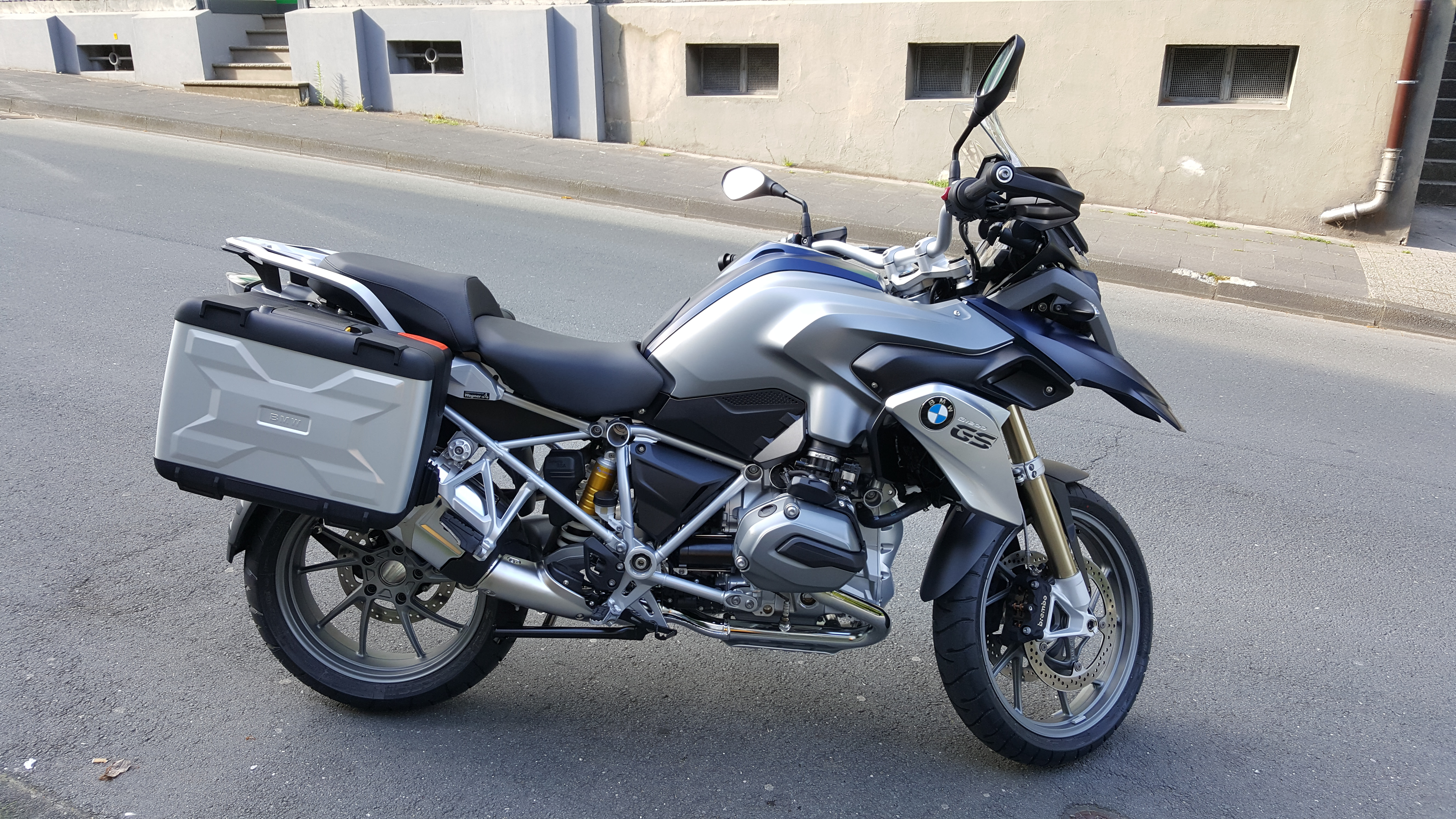
BMW R 1200 GS (K50) ab 2013

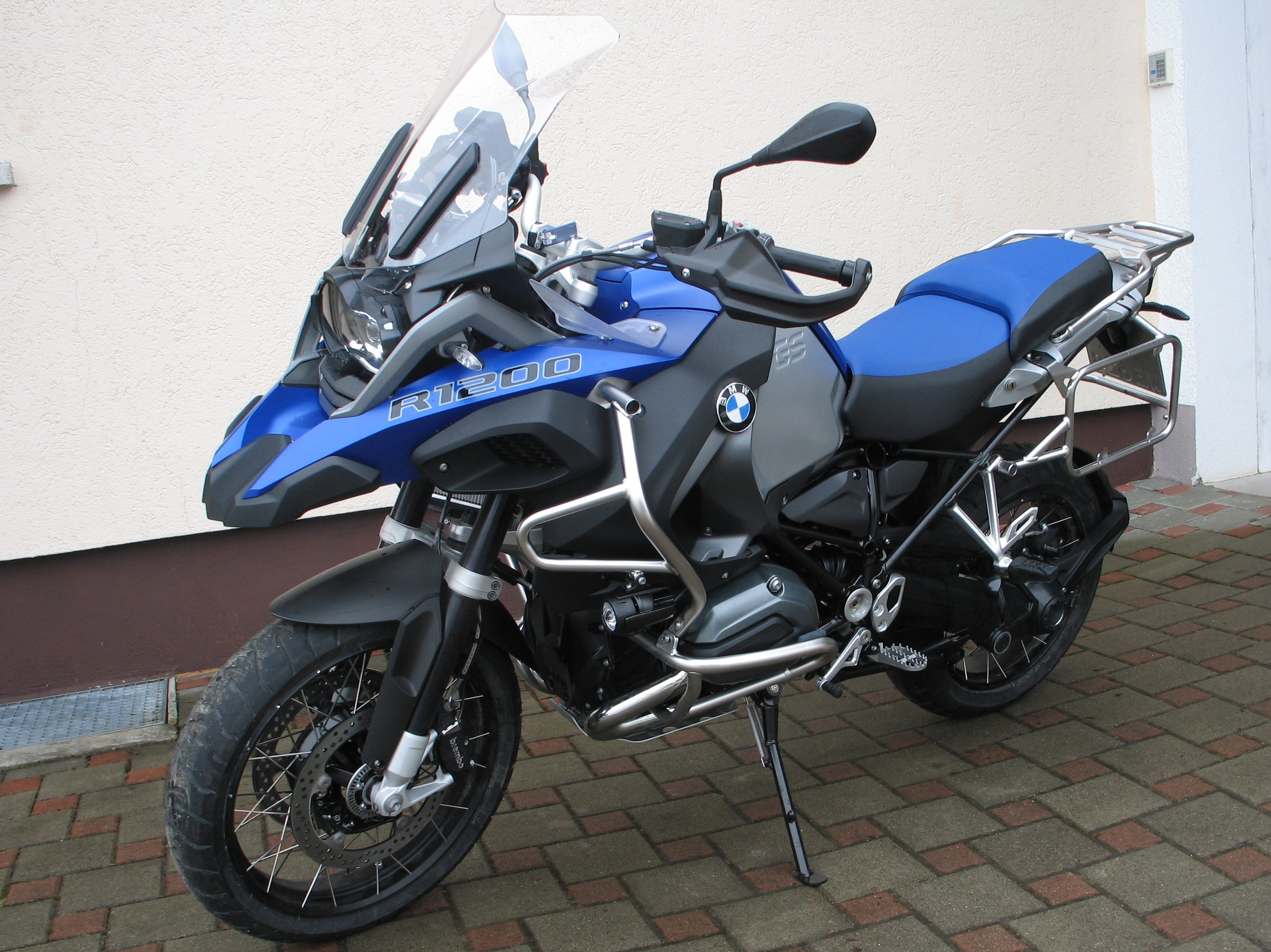
R 1200 GS Adventure (K51) Bj. 2014

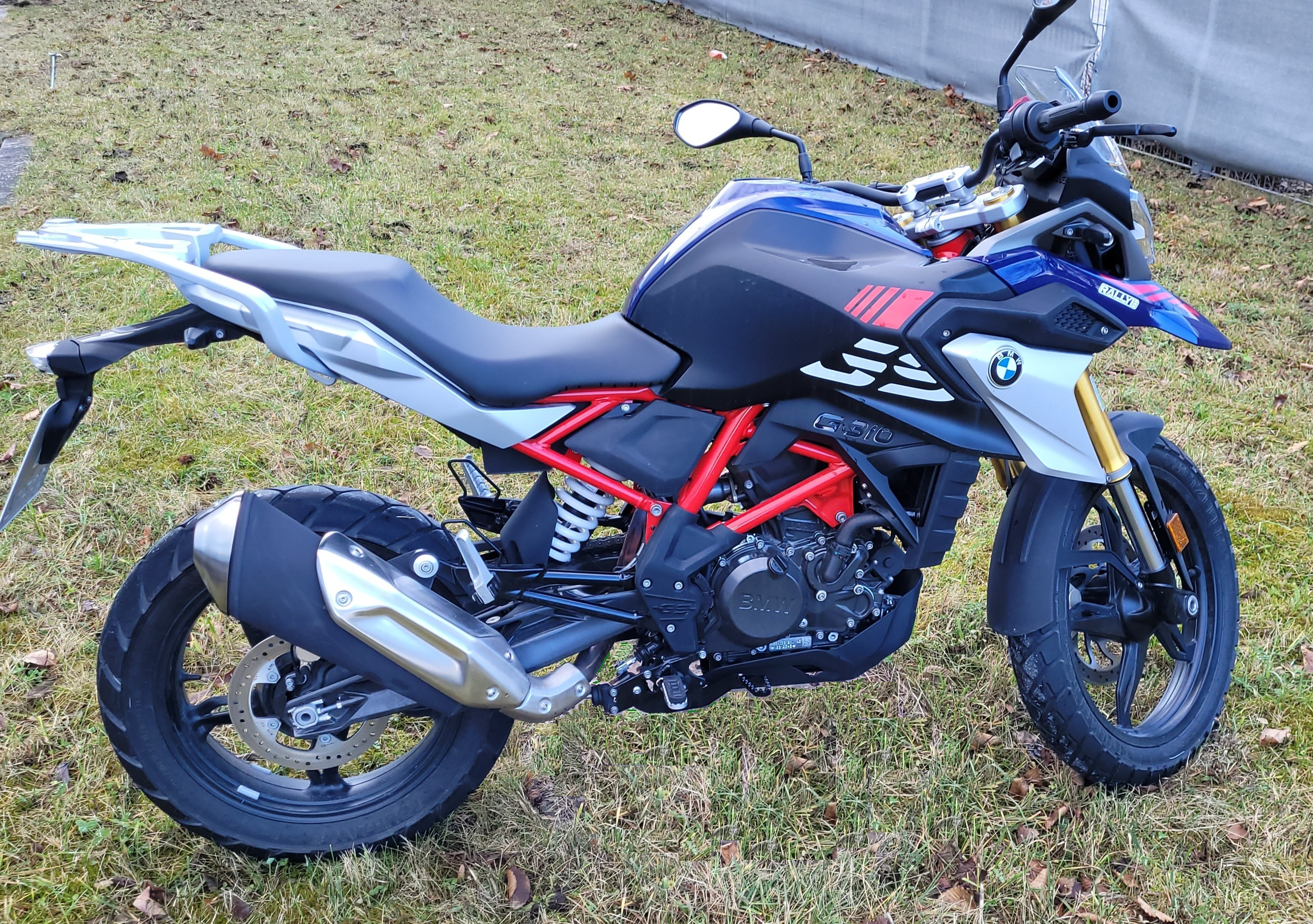
BMW G 310 GS

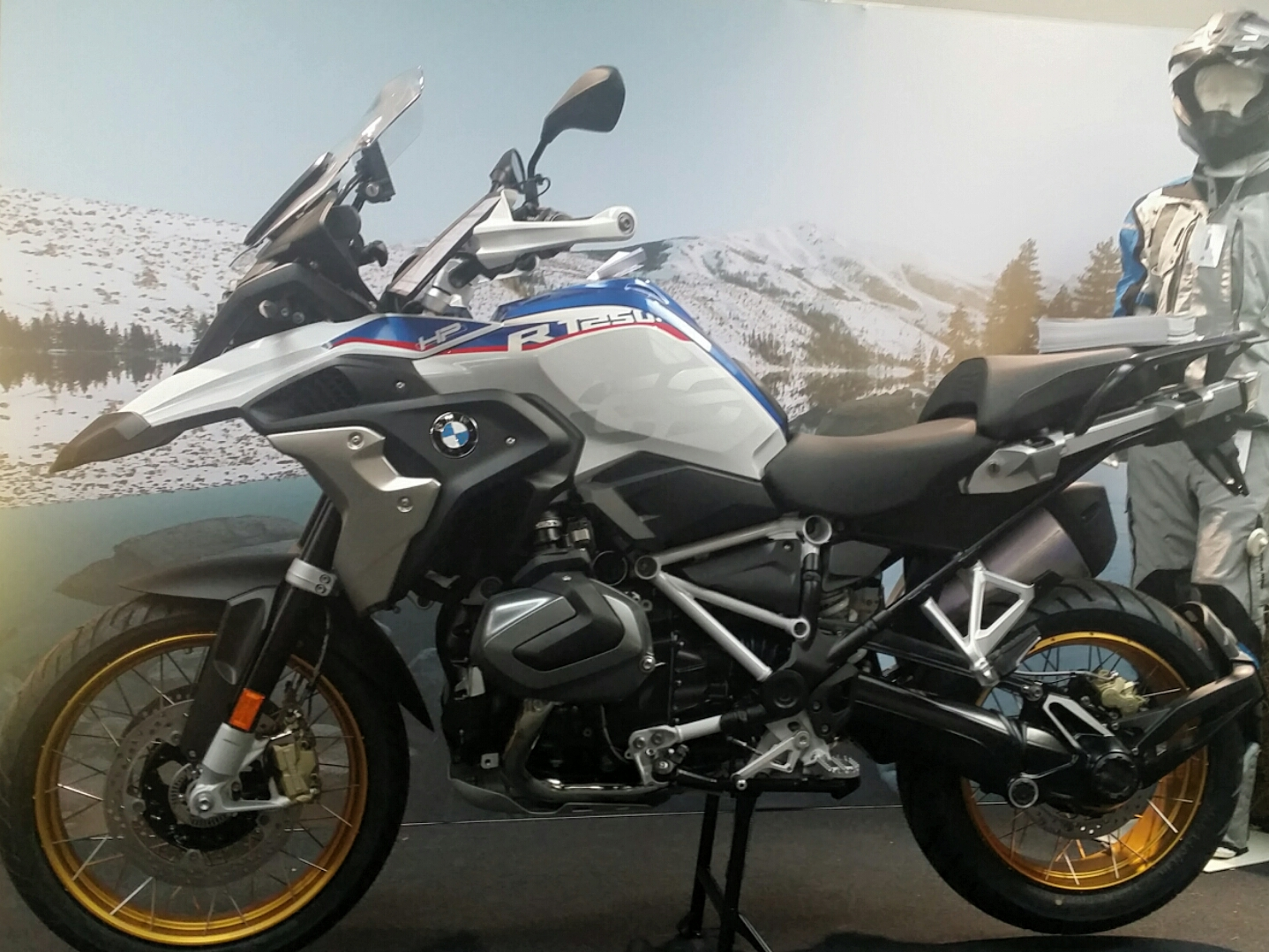
BMW R 1250 GS ab 2018

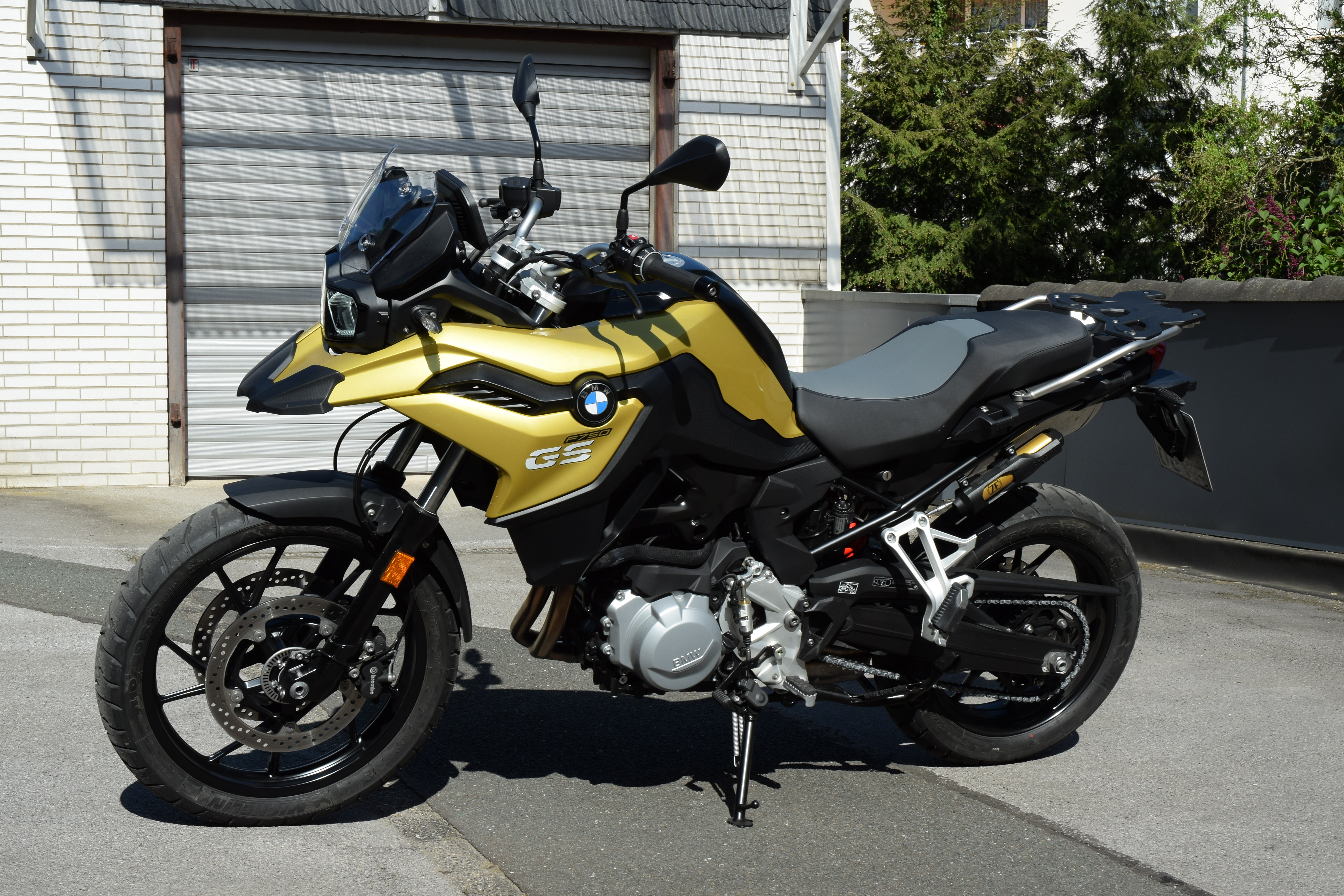
BMW F 750 GS

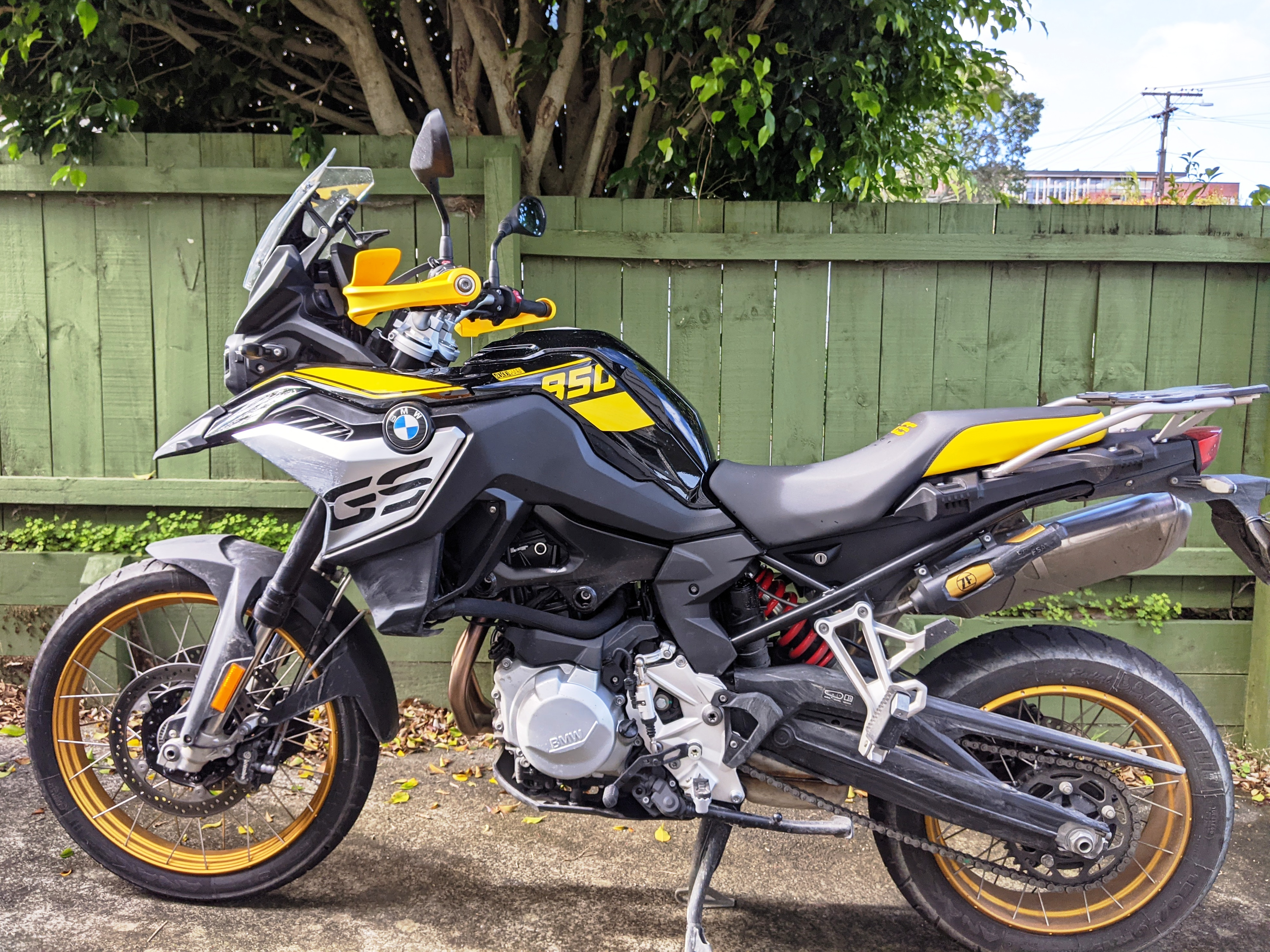
BMW F 850 GS

Nach beachtlichen Erfolgen im Endurosport brachte der Motorrad-Hersteller BMW mit der GS-Baureihe 1980 erstmals ein Geländemotorrad mit großvolumigem Boxermotor und Einarmschwinge auf den Markt. Dem ersten Modell BMW R 80 G/S mit dem klassischen Zweiventil-Boxermotor und einer Monolever-Schwinge folgten 1988 Modelle, die eine Paralever-Schwinge aufwiesen und ab diesem Zeitpunkt auch mit 1000 cm³ (R 100 GS) lieferbar waren. Später kamen Reiseenduros mit dem moderneren Vierventil-Boxermotoren sowie Einzylinder- und Zweizylinder-Reihenmotoren auf den Markt. Das Buchstabenkürzel G/S bzw. später GS steht für „Gelände/Straße“.
Auf BMW GS-Motorrädern hatten unter anderem Hubert Auriol, Gaston Rahier, Jutta Kleinschmidt und Richard Sainct beachtliche Erfolge bei der Rallye Dakar. Der Autor Ted Simon hat auf einer umgebauten R 80 GS Basic im Alter von 70 Jahren seine zweite Weltreise unternommen. Die Schauspieler Ewan McGregor und Charley Boorman haben 2004 ihre Motorradreise von London über Russland nach New York City auf BMW R 1150 GS Adventure-Motorrädern durchgeführt und 2007 von John o’ Groats (Schottland) über London durch den afrikanischen Kontinent bis nach Kapstadt auf BMW R1200GS. Die von einem Kameramann und einer Crew mit zwei Geländewagen begleiteten Reisen sind unter den Titeln „Long Way Round“ und „Long Way Down“ sowie als jeweils zehnteilige Dokumentarserie und als Buch veröffentlicht worden. Michael Martin  hat seine Wüstenexpeditionen auf BMW R 1150 und R 1200 GS Adventure gemacht.

## Modelle

### Zweiventil-Boxermotor
- R 80 G/S 1980–1987
- R 80 GS 1987–1996
- R 100 GS 1987–1994
- R 65 GS 1987–1992

### Vierventil-Boxermotor
- R 1100 GS 1994–1999
- R 850 GS 1998–2000
- R 1150 GS 1999–2004
- R 1200 GS (K25) 2004–2012
- R 1200 GS (K50) 2013–2018
- R nineT Urban G/S seit 2018
- R 1250 GS seit 2018
- R 1300 GS seit 2023
- R 12 G/S seit 2025

### Einzylindermotor
- F 650 1993–2000
- F 650 GS 2000–2008
- G 650 X 2006–2009
- G 450 X 2008–2011
- G 650 GS 2009–2015
- G 310 GS seit 2017

### Zweizylinder-Reihenmotor
- F 650 GS 2008–2012
- F 800 GS 2008–2018
- F 700 GS 2012–2018
- F 750 GS 2018–2023
- F 850 GS 2018–2023
- F 800 GS seit 2023
- F 900 GS seit 2023

### Sondermodelle
- R 80 G/S Paris-Dakar
- R 100 GS PD (der Name Paris-Dakar durfte wegen Lizenz-Problemen nicht mehr ausgeschrieben werden)
- R 80 GS PD (nur Schweiz; weil das 100er Modell nicht den Vorschriften entsprach, wurde hier eine 80er Version angeboten)
- R 80 GS Basic
- R 80 GS Kalahari
- R 1100 GS 75 Jahre BMW-Motorrad
- R 1150 GS Adventure 2001–2005
- R 1200 GS Adventure (K255) 2006–2013
- HP2 Enduro 2005–2006
- R 1200 GS Adventure Triple Black (K255)
- R 1200 GS Adventure (K51) seit 2014
- F 650 GS Dakar
- R 1200 GS „30 Years GS“[1]
- R 1200 GS Adventure „30 Years GS“
- F 800 GS „30 Years GS“
- F 800 GS Adventure
- F 650 GS „30 Years GS“
- G 650 GS Sertão
- R1250 GS „40 Years GS“[3]
- F 850 GS „40 Years GS“
- G 310 GS „40 Years GS“
- R 1200 GS „40 Years GS“